# Kim Myong-suk
Kim Myong-suk (* 14. April 1947) ist eine ehemalige nordkoreanische Volleyballspielerin.

## Karriere
Kim Myong-suk gewann mit der nordkoreanischen Nationalmannschaft bei der Weltmeisterschaft 1970 und bei den Olympischen Sommerspielen 1972 jeweils die Bronzemedaille.